# Санджана
Арчана Манохар Галрани (англ. Archana Manohar Galrani, более известная под псевдонимом Санджана англ. Sanjjana; род. 10 октября 1983, Бангалор) — индийская актриса

. Её дебют в кино состоялся в 2005 году фильме Soggadu на языке телугу. В 2006 году она получила известность, когда снялась в фильме Ganda Hendathi на языке каннада. В 2008 году она сыграла второстепенную роль в фильме «Милашка: Сделано в Ченнаи» на телугу, где главную роль сыграл Прабхас. В 2017 году она сыграла Чандри в криминальной драме на каннада «Дандупалья 2».

## Карьера
Она появилась в рекламе Fastrack с Джоном Абрахамом. После появления в рекламе и в качестве ребёнка-актрисы в фильмах Soggadu и Panduranga Vittala, она получила свою первую главную роль в фильме Ganda Hendathi (2006).
Однако её первым релизом стал тамильский художественный фильм Oru Kadhal Seiveer. Ашок Кумар из The Hindu отметил, что Галрани, тогда указанная под своим настоящим именем, была «очень красива, но ей нужно поработать над своей игрой».
В 2006 году она снялась в фильме Ganda Hendathi, ремейк на каннада хинди-фильма «Искушение замужней женщины» (2004), который сам по себе является адаптацией голливудского фильма «Неверная» (2002). Фильм был выпущен на телугу под названием Mogudu Pellam O Boy Friend. Индийский информационный портал Sify написал о её игре: «Санджана достойно дебютировала, она чрезвычайно смела и отдает должное своей роли».
В 2008 году она снялась в фильме на телугу «Милашка: Сделано в Ченнаи» режиссёра Пури Джаганнадха, в котором исполнила роль сестры главной героини. Хотя это была второстепенная роль, она принесла ей значительное внимание и популярность. В 2010 году Санджана сыграла роль в фильме на языке телугу «Полиция Полиция», за которым последовала эпизодическая роль в фильме Huduga Hudugi. Её последним релизом того года был фильм Mylari с Шивой Раджкумаром, в котором она сыграла журналистку и была представлена в специальной песне в паре с Шивраджкумаром. Успех фильма принес ей предложения в кино на каннада. Она выиграла премию Bangalore Times Award за лучшее испоонение отрицательной женской роли в 2012 году за фильм I Am Sorry Mathe Banni Preethsona.
В январе 2012 года она сыграла одну из главных женских ролей в фильме «Казанова», её первом проекте на языке малаялам, в которой также снимялись Моханлал и [[Саран, Шрия|Шрия Саран]. По сообщениям, это была самая дорогостоящая постановка на малаялам за все время]. В фильме Галрани изображала танцовщицу сальсы. Режиссёр Росшан Эндрюс подписал с ней контракт на эту роль, поскольку она обучалась сальсе. Её последний релиз года — её второй фильм на малаялам, «Король и комиссар» режиссёра Шаджи Кайласа, в котором также снимались Маммутти и Суреш Гопи. Позже в 2012 году она снялась в таких фильмах, как «Нарасимха», Ondu Kshanadalli, Sagar (все на каннада) и Yamaho Yama (на телугу).
В 2013 году она появилась в фильме Jagan Nirdoshi на телугу, снятом Padmalaya Films, и в фильме Mahanadhi на каннада, который стал её первым фильмом, с женским персонажем в центре внимания. Затем она снялась в фильме Nenem…Chinna Pillana?. В том же году она подписалась на съёмки в фильме на телугу Saradha режиссёра Р. П. Патнаика.

## Противоречия
8 сентября 2020 года Галрани была арестована Центральным криминальным отделом (CCB) полиции Карнатаки в связи с расследованием наркорэкета, в киноиндустрии на каннада. Она стала второй актрисой, арестованной CCB, после Рагини Двиведи. Её ходатайство об освобождении под залог несколько раз отклонялось судами, а CCB утверждало, что она призналась в участии в наркорэкете. Позднее она была освобождена под залог после того, как провела 3 месяца в тюрьме.

## Личная жизнь
Выросшая в Бангалоре, Галрани имеет синдхийское происхождение. У неё есть сестра Никки Галрани, которая также является актрисой.
В 2020 году Галрани приняла ислам и тайно вышла замуж за сосудистого хирурга из Бангалора Азиза Пашу. У них есть сын. В 2023 году она совершила свою первую умру в Мекке. Но, согласно её сообщениям в социальных сетях, она не является практикующей мусульманкой. Она часто следует и выполняет ритуалы и практики других религий, в первую очередь индуизма. В одном из своих постов в Instagram она выразила радость на церемонии Пранпратиштха в храме Рама в Айодхье и добавила к той же публикации подпись: «Я надеюсь, что моя мечта о прекрасном здании храма в Матхуре для Кришны Бхагвана также сбудется в моей жизни».